# Fernando José Rebelo Martins Peres
Pour les articles homonymes, voir Peres.
Fernando José Rebelo Martins Peres, né le 12 mars 1965, est un pilote de rallyes portugais et açorin.

## Biographie
Sa carrière en compétition automobile s'étale sur près d'un quart de siècle, et jusqu'en 2009 en championnat national (à près de 45 ans).
Son meilleur résultat en WRC est obtenu en 1994, avec une 5e au classement général de son rallye national, sur Ford Escort RS Cosworth associé à Ricardo Caldeira, qui reste son navigateur jusqu'en 1998, avant de passer la main l'année suivante à José Pedro Silva jusqu'à ce jour (15 ans après en 2013).
Il est resté fidèle au constructeur Ford jusqu'en 2003, mais sa fin de carrière en championnat national a été relancée à l'orée de la quarantaine par son passage sur Mitsubishi Lancer Evo en 2004.
Il est le recordman absolu du nombre de victoires dans le rallye des Açores, avec 7 succès étalés sur 13 années, dont 3 d'affilée, et 5 comptabilisés en Championnat d'Europe des rallyes.

## Palmarès

### Titres (9 titres nationaux)
- Triple Champion du Portugal des rallyes consécutif, en 1994, 1995, et 1996, le tout sur Ford Escort RS Cosworth avec R.Caldeira;
- Quadruple Champion du Portugal des rallyes des voitures de Production (Gr.N), en 1991 et 1992, sur Ford Sierra RS Cosworth 4x4, puis 2004 et 2005 sur Mitsubishi Lancer Evo VII;
- Champion du Portugal des rallyes du Groupe Tourisme, en 1994;
- Champion du Portugal Open des rallyes (D2), en 2012;
- Triple Champion des Açores, en 2005, 2006 et 2007;
  - 2e de la Coupe d'Europe FIA de zone ouest en 2004;
  - Vice-champion du Portugal des rallyes en 2003 et 2005;
  - Vice-champion des Açores en 2008;
  - 3e du championnat du Portugal en 2004;
  - 3e du championnat des Açores en 2004;

### 11 victoires en ERC (portugaises)
- Rallye Route du Soleil: 1993 et 1994;
- Rallye des Açores: 1994, 1996, 1998, 2003 et 2005;
- Rallye d'Algarve: 1994, 1995 et 1996;
- Rallye de Madère: 1996;

### 33 victoires en championnat du Portugal
- Rallye Alto Tâmega: 1992;
- Rallye Route du Soleil: 1993 et 1994;
- Rallye de Solverde: 1993, 1994, 1995 et 1996;
- Rallye d'Alvarinho: 1993;
- Rallye de Madère: 1993 (3e au général), 1994 (3e au général) et 1996;
- Rallye de Varzim: 1994, 1995 et 1996;
- Rallye du Pétrole (Porto): 1994 et 1995;
- Rallye d'Algarve: 1994, 1995 et 1996;
- Rallye des Açores: 1994, 1996, 1998, 2003, 2004, 2005, 2007, et 2009 (5e au général);
- Rallye du Football-Club de Porto: 1996, 1997, 2003 et 2005;
- Rallye de la cîté de Oliveira de Hospital: 1996 et 1998;

### 21 victoires en championnat des Açores
- Rallye de Ribeira Grande: 2004, 2005, 2007 et 2008;
- Rallye des Açores: 2004, 2005, 2007, et 2008 (5e au général);
- Rallye Sical: 2005 et 2008;
- Rallye Ilha Azul: 2005, 2006 et 2007;
- Rallye de Lagoa: 2005, 2006 et 2007;
- Rallye Santa Maria: 2006, 2007 et 2008;
- Rallye Ilha Lilás: 2006 et 2007;

### 9 victoires en championnat du Portugal Open (D2)
- Rallye de Barcelos: 2010 et 2012;
- Rallye de la cîté de Gondomar / Sistelmar: 2010;
- Rallye de Loulé / Casino de Vilamoura: 2011;
- Rallye Montelongo: 2012;
- Rallye Vidreiro: 2012;
- Rallye Targa / Serra da Freita: 2012;
- Rallye Flôr do Alentejo / Cidade de Serpa: 2012;
- Rallye de Baião: 2013;

### Autre victoire
- Rallye Vodafone du Portugal - Extra: 2013.